# Lokator (film 1976)
Lokator (fr. Le Locataire, ang. The Tenant) – francusko-amerykański dreszczowiec filmowy z 1976 w reżyserii Romana Polańskiego, według scenariusza napisanego wraz z Gérardem Brachem na podstawie powieści Rolanda Topora zatytułowanej Chimeryczny lokator.

## Opis fabuły
Akcja filmu rozgrywa się w Paryżu. Głównym bohaterem jest Polak z francuskim obywatelstwem – Trelkovsky, który wprowadza się do nowego mieszkania, którego poprzednia lokatorka popełniła samobójstwo. Przyjaźnie usposobiony Trelkovsky spotyka się z niechęcią nowych współlokatorów. Zawodzi się także na poznanej dziewczynie Stelli. Stopniowo popada w obłęd, identyfikując się z poprzednią lokatorką mieszkania.

## Obsada
Źródło: British Film Institute
- Roman Polański jako Trelkovsky
- Isabelle Adjani jako Stella
- Melvyn Douglas jako pan Zy
- Jo Van Fleet jako pani Dioz
- Bernard Fresson jako Scope
- Lila Kedrova jako pani Gaderian

## Odbiór
Lokator we Francji zebrał widownię liczącą około 535 tysięcy widzów, w tym 196 tysięcy w samym Paryżu.
Lokator został przeważnie pozytywnie przyjęty przez krytyków. Vincent Canby z pisma „The New York Times” nazwał dzieło „najbardziej udanym i najbardziej konsekwentnym w swym autentyzmie filmem Polańskiego od lat”. Dave Kehr w recenzji dla „Chicago Readera” określił Lokatora mianem „okrutnej i boleśnie zabawnej czarnej komedii”, choć zaznaczył, że rezultat pracy Polańskiego oscyluje „gdzieś pomiędzy Franzem Kafką a Williamem Castle”. Recenzja pisma „Variety” głosiła, że w filmie „panuje skuteczna atmosfera i powstaje nastrój osobistej udręki”, ale reżyserowi „nie udaje się osiągnąć równowagi między humorem a suspensem”. Negatywną recenzję filmowi wystawił natomiast Roger Ebert z „Chicago Sun-Times”, twierdząc, iż Lokator „jako film Polańskiego jest niewymownie rozczarowujący”.